# ゴルディロックスの原理
ゴルディロックスの原理（ゴルディロックスのげんり、英: Goldilocks principle）は経済学における用語の一つである。
『三匹の熊』（ゴルディロックスと3匹のくま（Goldilocks and the Three Bears））の童話の喩えを借りて名付けられたものである。物語の中にゴルディロックスという名前の少女が登場し、三種のお粥を味見したところ、熱すぎるのも冷たすぎるのも嫌で、ちょうどよい温度のものを選ぶ。この童話が世界中でよく知られていることから、この名前を使うことで「ちょうどよい程度」という概念の理解が容易になり、発達心理学や生物学、 経済学、工学など、他の幅広い領域にも適用されるようになった。

## 松竹梅の法則
日本のマーケティング業界で使われている用語である。松・竹・梅の三種類のグレードの商品が用意されていた場合、消費者は真ん中の竹を選ぶとされる法則。
例えば定食屋で、値段の順に松定食、竹定食、梅定食が用意されていた場合、安いが粗末すぎる梅定食でもなく、豪華だが高すぎる松定食でもなく、ちょうどよい値段でちょうどよい豪華さの竹定食を消費者は選ぶ。

## 応用

### 認知科学・発達心理学
認知科学と発達心理学におけるゴルディロックスの効果または原理とは、乳幼児が本人自身が認識できる世界の中で、単純すぎずかつ複雑すぎない事象に関わろうとする選好を意味する。この効果が乳幼児で観察される場合、理想的な学習モデルから予測される、高すぎず低すぎず適度な可能性の視覚的な配列を見せられた子どもは、他に視点をそらさず、見続けるようになる。

### 宇宙生物学
宇宙生物学においては「ゴルディロックスの領域」という概念があり、それはハビタブルゾーン（恒星の周辺で生命が存在可能な領域）のことである。レアアース仮説はゴルディロックスの原理を用い、惑星は恒星や銀河核から近すぎても離れすぎても、生命を維持することができないとするものである。極限の場合には、生命維持が不可能になる。条件にあう惑星は俗に「ゴルディロックス惑星」と呼ばれる。

### 医学
医学においては、アンタゴニスト（抑制）とアゴニスト（興奮性）の性質の両方を兼ね備えた物質を呼ぶ。例えば、抗精神病薬のアリピプラゾールは脳の中脳辺縁系領域（急性精神病状態の時にドパミンの活動が亢進する）に存在するドーパミンD2受容体に対してはアンタゴニストとして作用しながら、中脳皮質などのドーパミンが低活動な領域に存在するドパミン受容体にはアゴニストとしての働きを示す。

### 経済学
経済学においてはゴルディロックスの原理とは経済の緩やかな持続的成長と低インフレ率を言う。この場合、市場親和的な金融政策が可能になる。ゴルディロックス市場は、消費財の価格がベア市場 とブル市場の価格の間にあるときに可能になる。ゴルディロックス価格とはマーケティング戦略の1つであり、これ自体はゴルディロックスの原理と直接の関係がないものの、他の競合商品を追いやるために、3種類用意して製品の差別化を行うことをいう。ハイエンド版とミッドレンジ版、ローエンド版を同時に用意するわけである。

### 通信技術
通信技術の領域では、ゴルディロックスの原理とはシステムの効果を最大化しながら、同時に冗長さや範囲の広さが過度にならないようにするために必要な通信の量と種類、詳細さを言う。多すぎず、かつ少なすぎて通信が不正確になったり、不完全になったりしないようにすることである。

### 数学
数学では、ゴルディロックスのゾーンとは、3次やさらに高次の多項式、たとえば ƒ(x)=x³などにおけるほぼ水平に見える領域「シェルフ・エリア」をいう。厳密な定義としては、一次式の傾斜が±15°を越えない部分のいう。ただし、他にも異なった変化率を使う場合がある。